# Trichoglossus johnstoniae
Trichoglossus johnstoniae là một loài chim trong họ Psittacidae.